# Crocidura wimmeri
Crocidura wimmeri o musaraña de Wimmer es una especie de musaraña de la familia Soricidae.

## Distribución geográfica
Es endémica del sur de Costa de Marfil; sólo vive en la sabana húmeda.